# كاتي (وحدة)

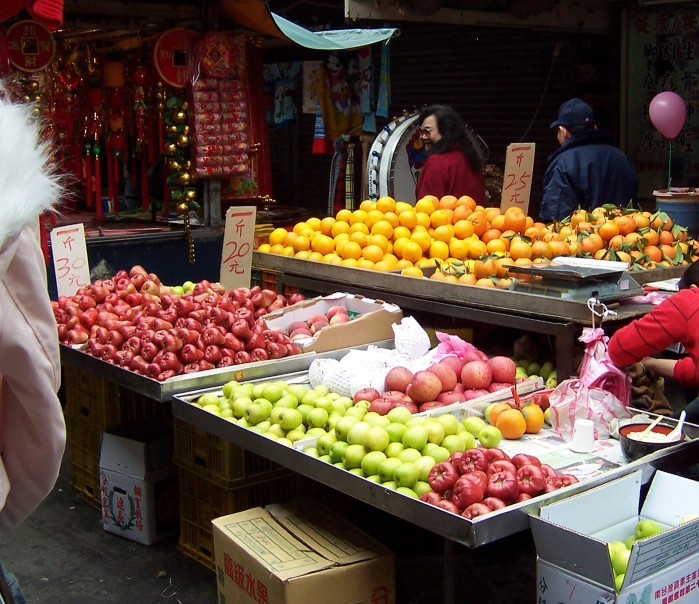

الكاتي هو وحدة كيل مستعملة في شرق آسيا، تساوي 604.79 غرام في ماليزيا.